# Меметов Ескендер Діляверович
Меме́тов Ескенде́р Діляве́рович (7 жовтня 1958, Янгіюль, СРСР — 20 січня 1994, Сімферополь, Україна) — радянський та український кримськотатарський музикант, політик і промисловець. Депутат Верховної Ради Криму I скликання (1992–1994). Помер від ран, отриманих внаслідок замаху на його життя.

## Життєпис
Ескендер Меметов народився в узбецькому містечку Янгіюль в родині депортованих кримських татар. У 1975 році закінчив загальноосвітню школу та вступив до Ташкентського політехнічного інституту на будівельний факультет. Після двох років навчання був викликаний до лав Збройних сил СРСР, сдежбу проходив у Ленінграді. Після демобілізації поновився у інституті, який закінчив у 1982 році.
18 січня 1994 року автомобіль Меметова розстріляли автоматники у дворі його ж будинку. В машині також знаходилися двоє його дітей, яких він закрив від куль власним тілом. Два дні потому Ескандер Меметов помер від отриманих ран у 7-ій лікарні Сімферополя. Цей злочин так і не було розкрито, однак існує декілька версій щодо загибелі впливового кримськотатарського політика. За однією з них причиною замаху стали політичні погляди Меметова — він відкрито підтримував спікера Верховної ради Криму Миколу Багрова у протистоянні з лідером блоку «Росія» Юрієм Мєшковим за посаду Президента Республіки Крим. За іншою версією з Меметовим вирішили поквитатися його бізнес-конкуренти, серед яких називали Віктора Башмакова та Володимира Шев'єва.